# Villa Barni Della Scala
Villa Barni Della Scala sorge nel comune di Robecco d'Oglio in provincia di Cremona.
L'edificio risalente al 1600, è ora sede del Municipio. Di esso fa parte anche un parco storico di discrete dimensioni.